# Lijst van spoorlijnen in Tsjechië

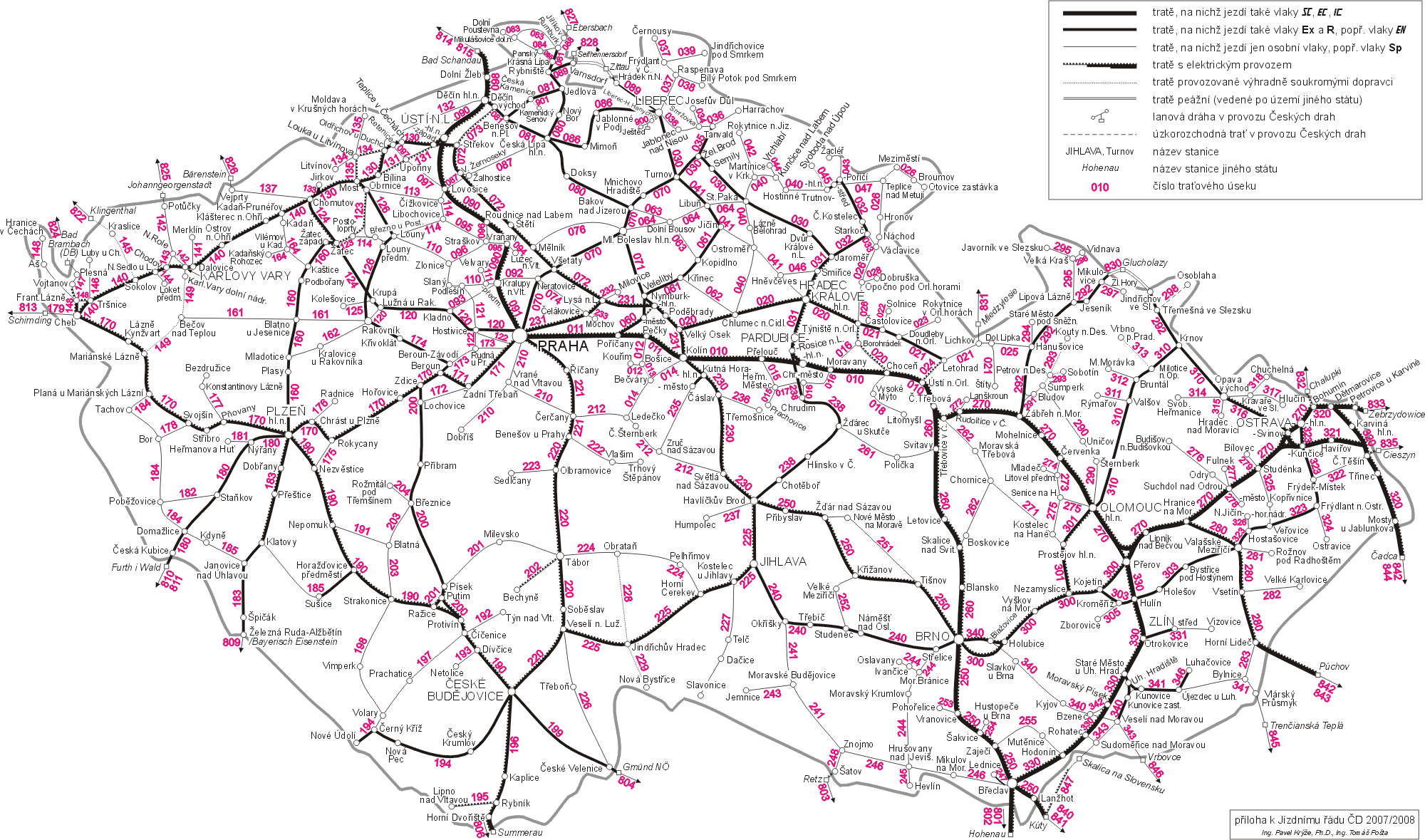
Spoorwegenkaart van Tsjechië

In Tsjechië zijn alle spoorlijnen genummerd. Hieronder volgt een overzicht. Tenzij anders aangegeven, wordt de spoorlijn geëxploiteerd door de České dráhy, de Tsjechische Spoorwegen. Over het algemeen zijn de spoorlijnen die op 0 eindigen (010, 270, enz.) de hoofdspoorlijnen. De overige lijnen zijn zijtakken, verbindingslijnen, regionale lijnen en dergelijke.

## Spoorlijnen 000 tot 100
- 010: (Praag -) Kolín - Česká Třebová[4][5][6]
- 011: Praag - Kolín[5][6]
- 012: Pečky - Kouřim
- 013: Bošice - Bečváry
- 014: Kolín - Ledečko
- 015: Přelouč - Prachovice
- 016: Borohrádek - Chrudim
- 017: Chrudim (město) - Heřmanův Městec
- 018: Choceň - Litomyšl
- 020: (Praag -) Velký Osek - Hradec Králové - Choceň[4]
- 021: Týniště nad Orlicí - Štíty
- 022: Častolovice - Solnice
- 023: Doudleby nad Orlicí - Rokytnice v Orlických horách
- 024: Ústí nad Orlicí - Letohrad
- 025: Dolní Lipka - Hanušovice
- 026: Týniště nad Orlicí - Otovice (tussen Broumov en Otovice geen personenvervoer)
- 028: Opočno pod Orlickými horami - Dobruška
- 030: (Pardubice -) Jaroměř - Liberec[4]
- 031: Pardubice - Hradec Králové - Jaroměř
- 032: Jaroměř - Trutnov
- 033: Starkoč - Náchod
- 034: Smržovka - Josefův Důl
- 035: Železný Brod - Tanvald
- 036: Liberec - Tanvald - Harrachov
- 037: Liberec - Černousy
- 038: Raspenava - Bílý Potok pod Smrkem
- 039: Frýdlant v Čechách - Jindřichovice pod Smrkem
- 040: Chlumec nad Cidlinou - Trutnov
- 041: Hradec Králové - Jičín - Turnov
- 042: Martinice v Krkonoších - Rokytnice nad Jizerou
- 043: Trutnov - Žacléř
- 044: Kunčice nad Labem - Vrchlabí

- 045: Trutnov - Svoboda nad Úpou (exploitatie: Viamont)[7]
- 047: Trutnov - Teplice nad Metují
- 060: Poříčany - Nymburk
- 061: Nymburk - Jičín
- 062: Chlumec nad Cidlinou - Křinec
- 063: Bakov nad Jizerou - Kopidlno
- 064: Mladá Boleslav - Stará Paka
- 070: Praag - Turnov
- 071: Nymburk - Mladá Boleslav
- 072: Lysá nad Labem - Ústí nad Labem (západ)
- 073: Ústí nad Labem (Střekov) - Děčín
- 074: Čelákovice - Neratovice
- 076: Mladá Boleslav - Mělník
- 080: Bakov nad Jizerou - Jedlová
- 081: Děčín - Rumburk, Benešov nad Ploučnicí - Česká Lípa[8]
- 083: Rumburk - Dolní Poustevna
- 084: Rumburk - Panský - Mikulášovice
- 085: Krásná Lípa - Panský
- 086: Liberec - Česká Lípa
- 087: Lovosice - Česká Lípa
- 088: Rumburk - Ebersbach (D)
- 089: Liberec - Zittau (D) - Rybniště
- 090: (Praag -) Kralupy nad Vltavou - Ústí nad Labem - Děčín[4][5][9]
- 091: Praag - Kralupy nad Vltavou[5][9]
- 092: Neratovice - Kralupy nad Vltavou
- 093: Kralupy nad Vltavou - Kladno
- 094: Vraňany - Lužec nad Vltavou
- 095: Vraňany - Libochovice
- 096: Roudnice nad Labem - Zlonice
- 097: Lovosice - Teplice v Čechách
- 098: Děčín - Dresden (D)[5][9]

## Spoorlijnen 100 tot 200
- 110: Kralupy nad Vltavou - Most
- 111: Kralupy nad Vltavou - Velvary
- 113: Lovosice - Most
- 114: Lovosice - Louny
- 120: Praag - Kladno - Žatec - Chomutov
- 121: Hostivice - Podlešín
- 122: Praag - Hostivice - Rudná u Prahy
- 123: Most - Žatec (západ)
- 124: Lužná u Rakovníka - Rakovník
- 125: Krupá - Kolešovice
- 126: Louny - Rakovník
- 127: Louny - Postoloprty
- 130: Ústí nad Labem - Chomutov
- 131: Ústí nad Labem - Úpořiny - Bílina
- 132: Děčín - Oldřichov u Duchcova
- 133: Chomutov - Jirkov
- 134: Teplice v Čechách - Litvínov
- 135: Most - Moldava v Krušných horách
- 137: Chomutov - Vejprty
- 140: Chomutov - Karlsbad - Cheb
- 141: Karlsbad (dolní nádraží) - Merklín
- 142: Karlsbad (dolní nádraží) - Johanngeorgenstadt (D)
- 143: Chodov - Nová Role
- 144: Bečov nad Teplou - Nové Sedlo u Lokte
- 145: Klingenthal (D) - Kraslice - Sokolov (exploitatie: Viamont)[7]
- 146: Cheb - Luby u Chebu
- 147: Františkovy Lázně - Bad Brambach (D)
- 148: Cheb – Hranice v Čechách
- 149: Karlsbad (dolní nádraží) - Mariënbad

- 160: Pilsen - Žatec
- 161: Rakovník - Bečov nad Teplou
- 162: Rakovník - Mladotice
- 170: (Praag -) Beroun - Pilsen - Cheb[6]
- 171: Praag - Beroun[6]
- 172: Zadní Třebaň - Lochovice
- 173: Praag (Smíchov) - Beroun
- 174: Beroun - Rakovník
- 175: Rokycany - Nezvěstice
- 176: Chrást u Plzně - Radnice
- 177: Pňovany - Bezdružice
- 178: Svojšín - Bor
- 179: Cheb - Schirnding (D)[6]
- 180: Pilsen - Domažlice - Furth im Wald (D)
- 181: Nýřany - Heřmanova Huť
- 182: Staňkov - Poběžovice
- 183: Pilsen - Klatovy - Železná Ruda (Alžbětín)
- 184: Domažlice - Planá u Mariánských Lázní
- 185: Horažďovice (předměstí) - Domažlice
- 190: Pilsen - České Budějovice
- 191: Nepomuk - Blatná
- 192: Číčenice - Týn nad Vltavou
- 193: Dívčice - Netolice
- 194: České Budějovice - Volary, Nové Údolí - Černý Kříž[8]
- 195: Rybník - Lipno nad Vltavou
- 196: České Budějovice - Summerau (A)[9]
- 197: Číčenice - Volary
- 198: Strakonice - Volary
- 199: České Budějovice - Gmünd (A)

## Spoorlijnen 200 tot 300
- 200: Zdice - Protivín
- 201: Tábor - Ražice
- 202: Tábor - Bechyně
- 203: Březnice - Strakonice
- 204: Březnice - Rožmitál pod Třemšínem
- 210: Praag - Vrané nad Vltavou - Čerčany, Vrané nad Vltavou - Dobříš[8]
- 212: Čerčany - Světlá nad Sázavou
- 220: (Praag -) Benešov u Prahy - České Budějovice[9]
- 221: Praag - Benešov u Prahy[9]
- 222: Benešov u Prahy - Trhový Štěpánov
- 223: Olbramovice - Sedlčany
- 224: Tábor - Horní Cerekev
- 225: Havlíčkův Brod - Veselí nad Lužnicí
- 226: Veselí nad Lužnicí - Gmünd (A)
- 227: Kostelec u Jihlavy - Slavonice
- 228: Jindřichův Hradec - Obrataň (exploitatie: JHMD)[10]
- 229: Jindřichův Hradec - Nová Bystřice (exploitatie: JHMD)[10]
- 230: (Praag -) Kolín - Havlíčkův Brod[4]
- 231: Praag - Lysá nad Labem - Kolín
- 232: Lysá nad Labem - Milovice
- 235: Kutná Hora - Zruč nad Sázavou
- 236: Čáslav - Třemošnice
- 237: Havlíčkův Brod - Humpolec
- 238: Pardubice - Havlíčkův Brod
- 240: Brno - Jihlava
- 241: Znojmo - Okříšky
- 243: Moravské Budějovice - Jemnice
- 244: Brno - Hrušovany nad Jevišovkou, Moravské Bránice - Oslavany[8]
- 245: Hrušovany nad Jevišovkou - Hevlín
- 246: Břeclav - Znojmo
- 247: Břeclav - Lednice
- 248: Znojmo - Retz (A)

- 250: (Praag -) Havlíčkův Brod - Brno - Kúty (SK)[4][5]
- 251: Žďár nad Sázavou - Nové Město na Moravě - Tišnov
- 252: Křižanov - Studenec
- 253: Vranovice - Pohořelice
- 254: Šakvice - Hustopeče u Brna
- 255: Hodonín - Zaječí
- 260: (Praag -) Česká Třebová - Brno[4][5]
- 261: Svitavy - Žďárec u Skutče
- 262: Česká Třebová - Chornice - Skalice nad Svitavou
- 270: (Praag -) Česká Třebová - Přerov - Bohumín[4][11][6]
- 271: Prostějov - Chornice
- 272: Rudoltice v Čechách - Lanškroun
- 273: Červenka - Senice na Hané
- 274: Litovel (předměstí) - Mladeč
- 275: Prostějov - Kostelec na Hané - Olomouc
- 276: Suchdol nad Odrou - Budišov nad Budišovkou
- 277: Suchdol nad Odrou - Fulnek
- 278: Suchdol nad Odrou - Nový Jičín (město)
- 279: Studénka - Bílovec
- 280: Hranice na Moravě - Střelná
- 281: Valašské Meziříčí - Rožnov pod Radhoštěm
- 282: Vsetín - Velké Karlovice
- 283: Horní Lideč - Bylnice
- 290: Olomouc - Šumperk
- 291: Zábřeh na Moravě - Šumperk
- 292: Šumperk - Krnov
- 293: Šumperk - Kouty n.D., Petrov n.D. - Sobotín[8] (exploitatie: Connex)[12]
- 294: Hanušovice - Staré Město pod Sněžníkem
- 295: Lipová-lázně - Javorník ve Slezsku
- 296: Velká Kraš - Vidnava
- 297: Mikulovice - Zlaté Hory
- 298: Třemešná ve Slezsku - Osoblaha

## Spoorlijnen 300 en hoger
- 300: Brno - Přerov (- Bohumín)[4]
- 301: Nezamyslice - Olomouc
- 303: Kojetín - Valašské Meziříčí
- 305: Kroměříž - Zborovice
- 310: Olomouc - Opava (východ)
- 311: Valšov - Rýmařov
- 312: Bruntál - Malá Morávka
- 313: Milotice nad Opavou - Vrbno pod Pradědem (exploitatie: OKD, Doprava)[13]
- 314: Opava (východ) - Svobodné Heřmanice
- 315: Opava (východ) - Hradec nad Moravicí
- 316: Ostrava (Svinov) - Opava (východ)
- 317: Opava (východ) - Hlučín
- 318: Kravaře ve Slezsku - Chuchelná
- 320: Bohumín - Čadca, Dětmarovice - Petrovice u Karviné[8][11][6]

- 321: Ostrava (Svinov) - Český Těšín, Polanka nad Odrou - Ostrava (Vítkovice)[8]
- 322: Český Těšín - Frýdek-Místek
- 323: Ostrava - Valašské Meziříčí
- 324: Frýdlant nad Ostravicí - Ostravice
- 325: Studénka - Veřovice
- 326: Hostašovice - Nový Jičín (horní nádraží)
- 330: Přerov - Břeclav[11]
- 331: Otrokovice - Vizovice
- 340: Brno - Uherské Hradiště
- 341: Staré Město u Uherského Hradiště - Vlárský průsmyk
- 342: Bzenec - Moravský Písek
- 343: Hodonín - Veselí nad Moravou
- 346: Újezdec u Luhačovic - Luhačovice